# Пасиенсия, Домингуш
Доми́нгуш Жозе́ Пасие́нсия Оливе́йра (порт. Domingos José Paciência Oliveira; род. 2 января 1969, Леса-да-Палмейра, Португалия), более известный как Домингуш Пасиенсия или Домингуш — португальский футболист, нападающий и тренер. Сыграл 35 матчей за сборную Португалии и забил 9 голов. Участник чемпионата Европы 1996 года. После завершения карьеры игрока стал тренером.

## Карьера игрока

### Клубная карьера
В 13 лет Домингуша пригласили в «Порту» из клуба его родного города — «Атлетико» (Леса). Он был хорошим бомбардиром, но очень слаб физически. Томислав Ивич, тренировавший «Порту» в сезоне 1987/88 и искавший замену стареющему Фернандо Гомешу, обратил внимание на футболиста академии клуба и вызвал его в основной состав.
Первый матч в составе «Порту» в Португальской лиге Домингуш провёл 13 апреля 1988 года в матче 30 тура против «Элваша». Выйдя на замену на 64-й минуте матча, Домингуш открыл счёт своим голам за «Порту», отличившись на 84-й минуте. В свой первый сезон за «Порту» Домингуш сыграл 8 матчей в чемпионате Португалии. На следующий сезон Пасиенсия сыграл 26 матчей в чемпионате и забил 5 голов, причём в игре 27-го тура, состоявшейся 26 февраля 1989 года, против «Фаренсе» (5:0) сделал хет-трик.
В сезоне 1989/90 Домингуш Пасиенсия был признан футболистом года в Португалии.
В сезоне 1995/96 Домингуш забил 24 гола в 34 матчах, и стал вторым бомбардиром чемпионата после Руя Агуаша из «Бенфики». Также в этом сезоне он оформил покер, забив 4 гола в последнем туре «Витории» (Гимарайнш), и один хет-трик, в матче против «Витории» (Сетубал) в 27 туре чемпионата.
В сезоне 1995/96 Домингуш стал лучшим бомбардиром чемпионата Португалии, забив 25 голов в 29 матчах чемпионата.
В 1997 году Домингуш Пасиенсия перешёл в испанский клуб «Тенерифе». Первый матч в чемпионате Испании португалец провёл в первом туре чемпионата против «Депортиво Ла-Корунья» (0:0), выйдя на замену на 65-й минуте матча. Свой первый гол в испанской Ла Лиге Пасиенсия провёл 4 января 1998 года в 19 туре чемпионата против «Валенсии». За первый сезон Пасиенсия в 31 матче чемпионата забил 5 голов. А на следующий — в 19-и неполных проведённых играх забил 1 гол.
В 2000 году Пасиенсия вернулся в «Порту», но забив за «драконов» за два сезона во всех турнирах 10 голов, решил закончить карьеру игрока.

### Международная карьера
Домингуш Пасиенсия стал вызываться в сборную Португалии в 1989 году. Свой первый гол он провёл 19 декабря 1990 года в товарищеской игре против сборной США. Принял участие в отборочных турнирах к чемпионатам Европы и мира. Участвовал в чемпионате Европы по футболу 1996 года, где провёл 3 игры и забил один гол. Всего Пасиенсия провёл за сборную Португалии 35 матчей, в которых забил 9 голов.

## Карьера тренера

### «Униан Лейрия» и «Академика»
После окончания карьеры игрока Домингуш был назначен тренером молодёжной команды «Порту», а позднее тренером резервной команды. В 2006 году Домингуш возглавил клуб первого дивизиона португальской лиги — «Униан Лейрия». Также он открыл футбольную школу в Матозиньюше совместно со своим бывшим партнером по «Порту» Руем Баррушем.
Несмотря на хорошую работу («Лейрия» была на 7-м месте), Домингуш покинул клуб до окончания сезона, так как поссорился с президентом клуба и с одним из игроков команды.
На следующий сезон, 11 сентября 2007 года, Домингуш стал главным тренером «Академики» из Коимбры, после того как Мануэль Мачадо подал в отставку. По итогам сезона «Академика» заняла 13 место. Во втором сезоне в клубе он привёл «Студентов» к 7 месту в португальской лиге, лучшему за последние 24 года.

### «Брага»
В июне 2009 года Пасиенсия был приглашён на должность главного тренера в футбольный клуб «Брага», после ухода в «Бенфику» Жоржи Жезуша.
Клуб стартовал в Лиге Европы, но проиграл в третьем раунде шведскому «Эльфсборгу» по сумме двух встреч. К концу сезона Пасиенсия привёл «Брагу» ко второму месту в чемпионате, лучшему в истории клуба, и впервые добился права выступать с клубом в Лиге чемпионов. «Брага» стала пятым клубом в стране, получившим право участвовать в главном европейском клубном турнире. В предварительных раундах турнира «оружейники» обыграли по сумме двух встреч «Селтик» (4:2) и «Севилью» (5:3) и пробились в групповую стадию турнира. По итогам 6 матчей в группе «Брага» одержала 3 победы и заняла 3 место, вылетев из турнира в Лигу Европы. В ней «оружейники» дошли до финала турнира, обыграв польский «Лех», английский «Ливерпуль», киевское «Динамо» и лиссабонскую «Бенфику».

### «Спортинг» Лиссабон
23 мая 2011 года был назначен главным тренером клуба «Спортинг» (Лиссабон). 13 февраля 2012 года уволен со своего поста по обоюдному согласию за неудовлетворительные результаты клуба (5-е место после 18-го тура чемпионата Португалии 2011/12). Преемником Пасиенсии на данной должности стал Рикарду Са Пинту.

## Достижения

### Командные
- Чемпион Португалии (7): 1987/88, 1989/90, 1991/92, 1992/93, 1994/95, 1995/96, 1996/97
- Обладатель Кубка Португалии (5): 1987/88, 1990/91, 1993/94, 1999/2000, 2000/01
- Обладатель Суперкубка Португалии (6): 1991, 1992, 1994, 1995, 1999, 2000

### Тренерские
«Брага»
Финалист Лиги Европы УЕФА: 2010/11

### Индивидуальные
- Футболист года в Португалии: 1990
- Лучший бомбардир чемпионата Португалии: 1996

## Статистика выступлений

### Игрока
| Клуб             | Сезон            | Чемпионат | Чемпионат | Кубок | Кубок | Прочие | Прочие | Итого | Итого |
| Клуб             | Сезон            | Игры      | Голы      | Игры  | Голы  | Игры   | Голы   | Игры  | Голы  |
| ---------------- | ---------------- | --------- | --------- | ----- | ----- | ------ | ------ | ----- | ----- |
| Порту            | 1987/88          | 8         | 1         | 0     | 0     | 0      | 0      | 8     | 1     |
| Порту            | 1988/89          | 26        | 5         | 0     | 0     | 2      | 0      | 28    | 5     |
| Порту            | 1989/90          | 13        | 1         | 0     | 0     | 0      | 0      | 13    | 1     |
| Порту            | 1990/91          | 34        | 24        | 1     | 2     | 0      | 0      | 35    | 26    |
| Порту            | 1991/92          | 24        | 4         | 1     | 0     | 2      | 0      | 27    | 4     |
| Порту            | 1992/93          | 30        | 9         | 2     | 0     | 3      | 0      | 35    | 9     |
| Порту            | 1993/94          | 20        | 6         | 0     | 0     | 1      | 1      | 21    | 7     |
| Порту            | 1994/95          | 32        | 19        | 0     | 0     | 3      | 2      | 35    | 21    |
| Порту            | 1995/96          | 29        | 25        | 2     | 0     | 3      | 2      | 34    | 27    |
| Порту            | 1996/97          | 16        | 2         | 1     | 0     | 1      | 1      | 18    | 3     |
| Порту            | Итого            | 232       | 97        | 7     | 2     | 15     | 6      | 254   | 105   |
| Тенерифе         | 1997/98          | 31        | 5         | 0     | 0     | 0      | 0      | 31    | 5     |
| Тенерифе         | 1998/99          | 19        | 1         | 0     | 0     | 0      | 0      | 19    | 1     |
| Тенерифе         | Итого            | 50        | 6         | 0     | 0     | 0      | 0      | 50    | 6     |
| Порту            | 1999/2000        | 21        | 6         | 1     | 0     | 9      | 1      | 31    | 7     |
| Порту            | 2000/01          | 10        | 3         | 0     | 0     | 1      | 0      | 11    | 3     |
| Порту            | Итого            | 31        | 9         | 1     | 0     | 10     | 1      | 42    | 10    |
| Всего за карьеру | Всего за карьеру | 313       | 112       | 8     | 2     | 25     | 7      | 346   | 121   |

Источник: zerozerofootball.com (недоступная ссылка)

### Голы за сборную
| #   | Дата            | Место                      | Противник         | Счёт | Результат | Соревнование                                         |
| --- | --------------- | -------------------------- | ----------------- | ---- | --------- | ---------------------------------------------------- |
| 01. | 19 декабря 1990 | Мая, Португалия            | США               | 1:0  | 1:0       | Товарищеский матч                                    |
| 02. | 7 сентября 1994 | Белфаст, Северная Ирландия | Северная Ирландия | 1:2  | 1:2       | Чемпионат Европы по футболу 1996 (отборочный турнир) |
| 03. | 18 декабря 1994 | Лиссабон, Португалия       | Лихтенштейн       | 1:0  | 8:0       | Чемпионат Европы по футболу 1996 (отборочный турнир) |
| 04. | 18 декабря 1994 | Лиссабон, Португалия       | Лихтенштейн       | 2:0  | 8:0       | Чемпионат Европы по футболу 1996 (отборочный турнир) |
| 05. | 3 июня 1995     | Порту, Португалия          | Латвия            | 3:0  | 3:2       | Чемпионат Европы по футболу 1996 (отборочный турнир) |
| 06. | 15 августа 1995 | Эшен, Лихтенштейн          | Лихтенштейна      | 0:1  | 0:7       | Чемпионат Европы по футболу 1996 (отборочный турнир) |
| 07. | 3 сентября 1995 | Порту, Португалия          | Северная Ирландия | 1:0  | 1:1       | Чемпионат Европы по футболу 1996 (отборочный турнир) |
| 08. | 19 июня 1996    | Ноттингем, Англия          | Хорватия          | 0:3  | 0:3       | Чемпионат Европы по футболу 1996                     |
| 09. | 20 августа 1997 | Сетубал, Португалия        | Армении           | 1:0  | 3:1       | Чемпионат мира по футболу 1998 (отборочный турнир)   |

Итого: 9 голов; 8 побед, 1 ничья.

Источник: rsssf.com Архивная копия от 15 февраля 2009 на Wayback Machine

### Тренера
| Команда             | Страна          | Дата с           | Дата по         | Record | Record | Record | Record | Record  |
| Команда             | Страна          | Дата с           | Дата по         | И      | В      | Н      | П      | % побед |
| ------------------- | --------------- | ---------------- | --------------- | ------ | ------ | ------ | ------ | ------- |
| Униан Лейрия        | Флаг Португалии | 18 мая 2006      | 30 марта 2007   | 24     | 9      | 6      | 9      | 37.5    |
| Академика (Коимбра) | Флаг Португалии | 12 сентября 2007 | 26 мая 2009     | 65     | 19     | 24     | 22     | 29.23   |
| Брага               | Флаг Португалии | 23 июня 2009     | 18 мая 2011     | 85     | 50     | 12     | 23     | 58.82   |
| Спортинг (Лиссабон) | Флаг Португалии | 1 июля 2011      | 13 февраля 2012 | 33     | 18     | 9      | 6      | 54.55   |
| Итого               | 207             | 96               | 51              | 60     | 46.38  |        |        |         |

- Обновлено 13 февраля 2012.